# Calcena
Calcena es un municipio y localidad española de la provincia de Zaragoza, en la comunidad autónoma de Aragón. Cuenta con una población de 72 habitantes (INE 2024). Parte del término municipal, ubicado en el valle del río Isuela, está protegido por el parque natural del Moncayo.

## Geografía
Rodeado de montañas se sitúa en la vertiente sur del Somontano del Moncayo a 836 m de altitud, en el valle del río Isuela. El casco urbano se encarama desde la orilla izquierda de dicho río hacia las cumbres de San José y Santa Bárbara. La huerta ocupa la parte baja del valle. Las malas comunicaciones han permitido conservar el sabor tradicional del casco urbano y la belleza de su entorno natural. Parte de su término municipal está ocupado por el parque natural del Moncayo.
El paisaje de Calcena, es un paisaje montañoso, de características abruptas, escarpado, agreste y variado. Lo componen grandes peñascos, múltiples lomas y planas, profundos barrancos, vaguadas y cañadas y el valle del río Isuela.
Fuentes
- La principal es La Fuente, manantial único con gran caudal que abastece al pueblo. Es y era tradición recoger con botijas y cántaros el agua que se iba a beber en las comidas y cenas en esta fuente.
- Fuente de la Ojosa, situada en el barranco de la Ojosa, a unos 300 m del pueblo. Siempre se ha dicho que era buena para los enfermos.
- Fuente del Tío Pocho. Situada en anteriormente nombrado barranco de la Ojosa. Nace en la orilla del río, junto a la Ermita de San Roque. Esta abastece el riego de los huertos de la calleja.
- La Fuente Espadas. Situada en el camino de la subida a la ermita de San Cristóbal, La Tejera.

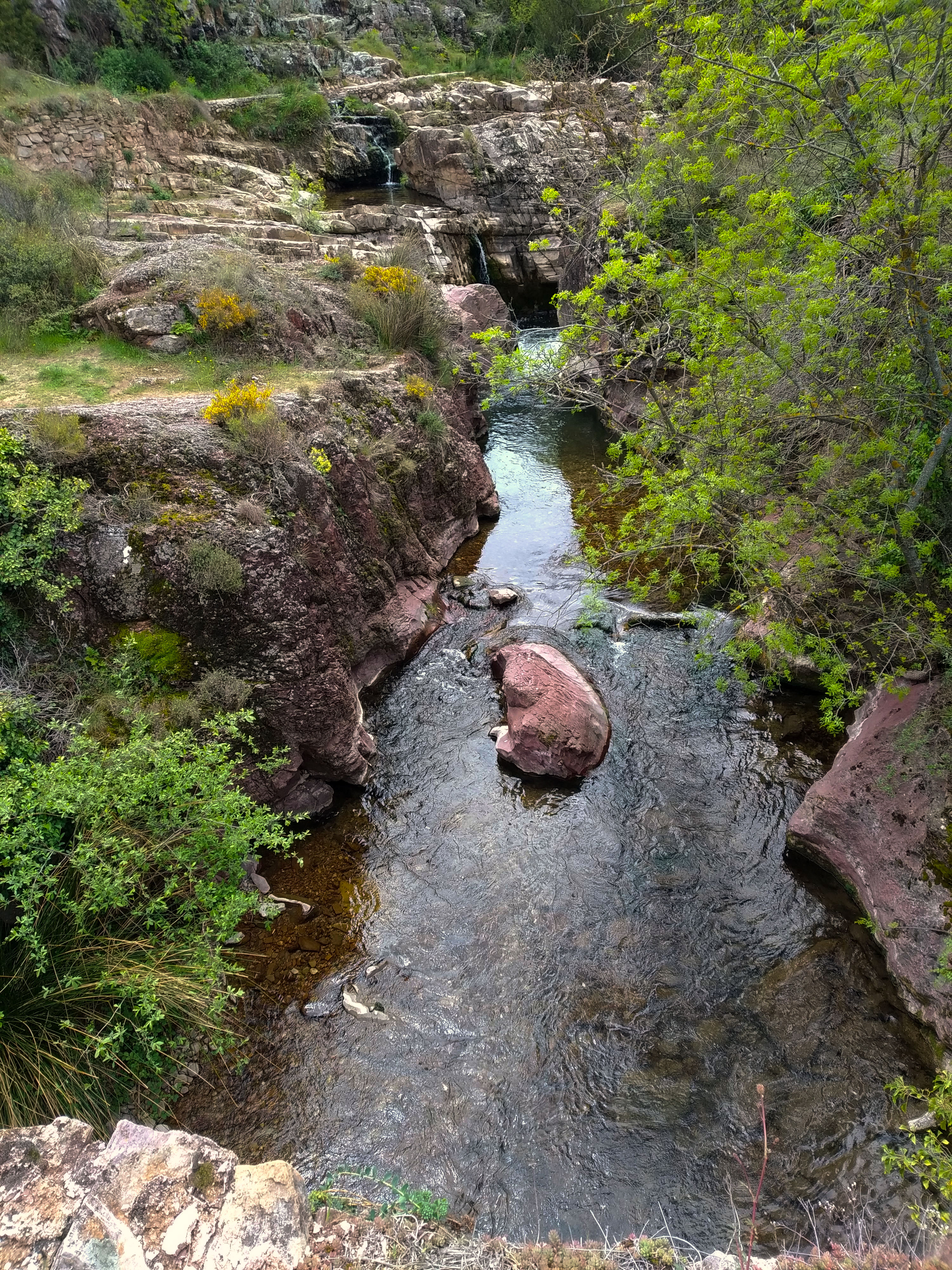
Salto del Batán, un salto de agua en el río Isuela a su paso por Calcena

Salto del Batán
A 3 km del pueblo en dirección a Trasobares, se encuentra el salto del Batán, en el río Isuela. En este paraje hubo un batán donde se desengrasaba la lana golpeándola, del que no quedan restos. Más tarde hubo en el mismo lugar un molino de agua, del que se conserva el edificio en ruinas, con dos ruedas de molino in situ. Para cruzar el río hay un puente de piedra, de origen probablemente medieval, sin pretil. En las pozas que forma el río los jóvenes del pueblo acostumbraban a bañarse en verano.

## Historia
A mediados del siglo XIX, la villa tenía una población de 865 habitantes. Por entonces las minas de Valdeplata, ubicadas en el término, estaban siendo explotadas. La localidad aparece descrita en el quinto volumen del Diccionario geográfico-estadístico-histórico de España y sus posesiones de Ultramar de Pascual Madoz de la siguiente manera:

CALCENA: v. con ayunt. de la prov., aud. terr. y c. g. de Zaragoza (19 leg.), part. jud. y adm. de rent. de Borja (6), dióc. de Tarazona (7): sit. en terreno montuoso y quebrado al S. de Moncayo; se halla al abrigo de unas peñas altas, amarillas; goza sin embargo buena ventilacion y clima saludable, aunque se padecen algunas enfermedades producidas por la pobreza de los hab.; las mas comunes son catarros, afecciones de pecho y fiebres estacionales malignas; tiene sobre 200 casas distribuidas en varias calles, ademas de la llamada municipal, que también sirve de cárcel; una escuela de primeras letras, y una igl. parr. (Ntra. Señora de los Reyes), servida por un cura, un coadjutor y un sacristan: el curato es de primer ascenso y se provee por S. M. o el diocesano, mediante oposicion: el cementerio ocupa un parage ventilado fuera de la pobl.: dentro de la v. brota una fuente muy caudalosa que da nombre al r. Isuela, con cuyas aguas, ademas de abastecer á los vec. para beber y usos domésticos, se riega la corta vega que poseen de unas 60 cahizadas; y se mantienen un molino harinero, una fáb. de papel de estraza, un batan, y otra fáb. de paños ordinarios: confina el térm. por N. con el de Talamantes ; por E. con el de Tabuenca; por S. con los de Aranda y Trasobares, y por O. con los de Pomer y Purajosa, estendiéndose una hora por unos puntos, y por otros hasta tres horas. En la circunferencia que describe se encuentran cinco ermitas, dedicadas á San Miguel, San Cristóbal, Desamparados, San José y San Roque; y una muy grande cueva donde se refugian multitud de aves nocturnas, de cuyo escremento se aprovechan las vecinos para beneficio de sus tierras: el terreno es sumamente montuoso; continuacion de la sierra del Moncayo y por consiguiente muy poco susceptible á la labor sino en cortos pedazos: contiene una estension de bosque de encinas, y encierra minerales de varias especies, y canteras de pizarras de muchos colores: desde el año de 1826 se hallan abiertas las minas llamadas de Val de Plata, en las que existen trabajando sobre unos 40 hombres diariamente, y de ellas se estrae mineral de azufre, barniz, cobre, plata y plomo: por las caidas de los montes bajan en tiempo de lluvias multitud de arroyos y barrancos que ninguna ventaja producen á la agricultura, la cual solo recibe el beneficio del riego en la parte de vega de que hemos hablado, y lo debe á la fuente que tiene su origen en el pueblo, y tomando después el nombre de r. Ysuela, desciende por Trasobares hasta Arandiga: en esta parte de vega se crian algunos árboles frutales, entre los que se distinguen los manzanos y los cerezos. caminos: todos son locales y se hallan en mal estado. El correo se recibe por medio de balijero, los domingos y jueves, y se despacha los lunes y viernes; depende este servicio de la adm. de Borja. prod.: trigo, cebada, judias de escelente calidad, cáñamo, manzanas y cerezas; cria ganado lanar y caza de toda clase, abundando en el monte los ciervos, lobos y algún javali. ind.: ya se han espresado las clases de ind. que se ejercitan en esta v.: entre todas merece la preferencia la fáb. de paños, en la que se ocupa regularmente la mitad de la pobl., y que consume las lanas del ganado de la misma y la de los l. inmediatos: los paños son ordinarios, pardos y negros. comercio: para el del interior de la v. hay unas tiendas de poca consideracion; las principales operaciones consisten en la compra de lanas, venta de paños para Borja, Tarazona, Calatayud y otros puntos; estraccion de carbón y leña, y cria y recría de cerdos. pobl.: 182 vec., 865 alm. cap. prod.: 1.020,000 rs. imp.: 66,409. contr.: 12,570 rs. 32 mrs. vn.
(Madoz, 1846, p. 276)

## Demografía
Calcena cuenta con una población de 72 habitantes (INE 2024).

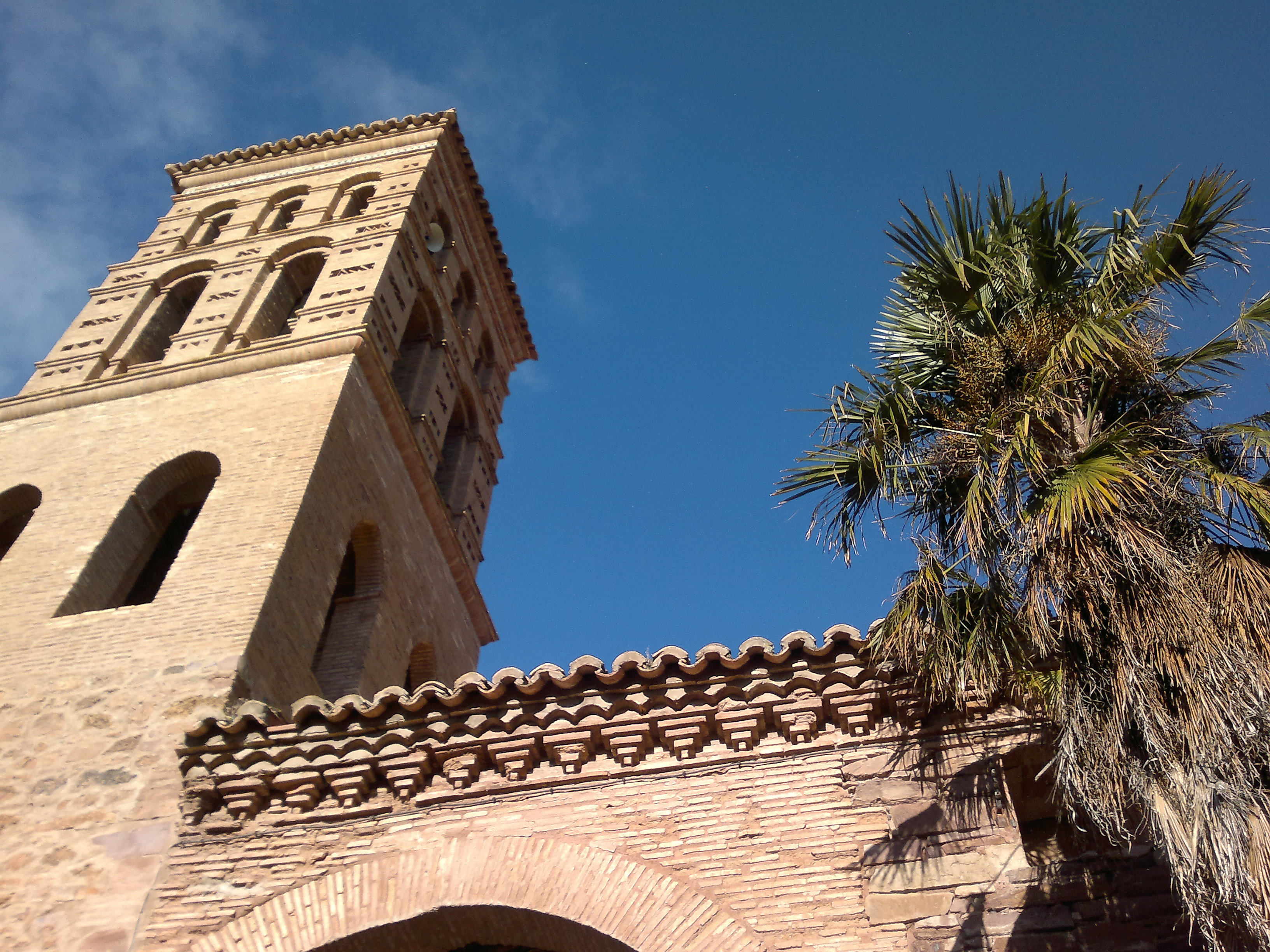
Iglesia de Calcena

| Gráfica de evolución demográfica de Calcena entre 1842 y 2021                                                       |
| |
| Población de derecho según los censos de población del INE Población de hecho según los censos de población del INE |

## Administración y política
| Período    | Alcalde                    | Partido |  |
| ---------- | -------------------------- | ------- |  |
| 1979-1983  | Pedro José Molinos Modrego | PTE     |  |
| 1983-1987  |                            |         |  |
| 1987-1991  | Félix Marco Sebastián      | PSOE    |  |
| 1991-1995  | Félix Marco Sebastián      | PSOE    |  |
| 1995-1999  | Félix Marco Sebastián      | PSOE    |  |
| 1999-2003  | Félix Marco Sebastián      | PSOE    |  |
| 2003-2007  | Félix Marco Sebastián      | PSOE    |  |
| 2007-2011] | Félix Marco Sebastián      | PSOE    |  |
| 2011-2015  | Mariano Miguel San Claudio | Ind.    |  |
| 2015-2019  | Mariano Miguel San Claudio | PSOE    |  |

| Partido político    | Partido político                                   | 2003   | 2007   | 2011   | 2015   |
| Partido político    | Partido político                                   | Ediles | Ediles | Ediles | Ediles |
|                     | Partido de los Socialistas de Aragón (PSOE-Aragón) | 1      | 1      | 1      | 3      |
|                     | Partido Popular de Aragón (PP)                     | —      | —      | —      | —      |
|                     | Independientes                                     | —      | —      | 2      | —      |
|                     | Partido Aragonés (PAR)                             | —      | —      | —      | —      |
|                     | Chunta Aragonesista (CHA)                          | —      | —      | —      | —      |
|                     | Izquierda Unida (IU)                               | —      | —      | —      | —      |
| Total de concejales | Total de concejales                                | 1      | 1      | 3      | 3      |

## Cultura

### Patrimonio

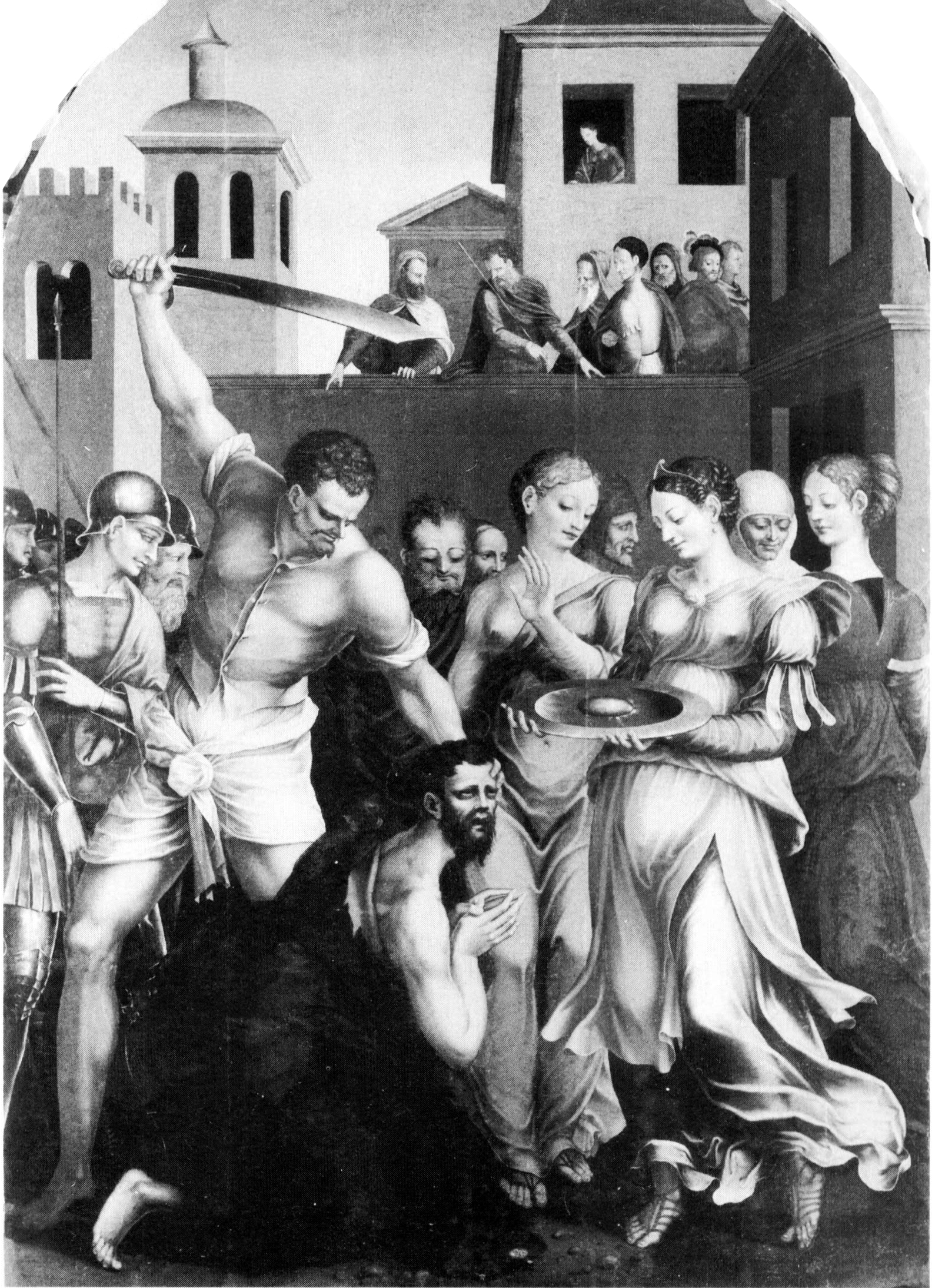
Jerónimo Cósida, Degollación de San Juan Bautista, 1554-1559. Tabla central del retablo de la Degollación de San Juan Bautista. Iglesia de Nuestra Señora de los Reyes.

En las inmediaciones se pueden encontrar restos de un antiguo castillo. La colegiata de Nuestra Señora de los Reyes, con mezcla de románico, plateresco, barroco, renacentista y churrigueresco. La portada es románica, siendo uno de los escasos ejemplos del románico al sur del Ebro. Tiene, además, una torre mudéjar cuadrangular. En su interior se encuentra un retablo de Jerónimo Cósida, uno de los más importantes pintores del Renacimiento en Aragón, dedicado a la Degollación de Juan Bautista, datado entre 1554 y 1559.
Además, en el término hay varias ermitas: la de la Virgen, en ruinas; la de San José, la de San Roque y la de San Cristóbal, conocida popularmente como "el Santo". Se han encontrado restos de los primeros pobladores en la Cueva Honda, junto a fragmentos de cerámica campaniforme.
Existen también noticias de asentamientos romanos, dedicados a la explotación de las minas de plata.

### Festividades

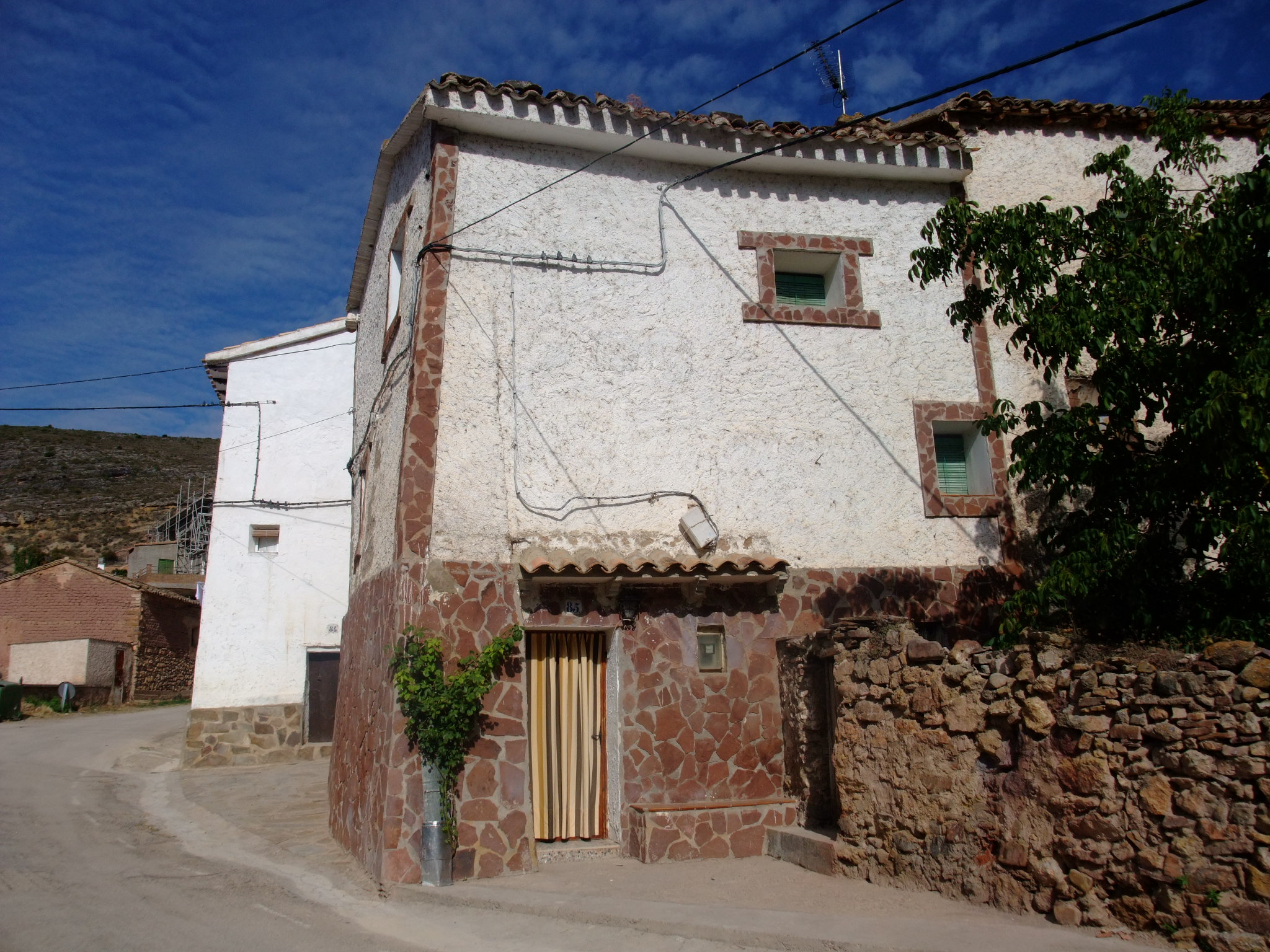
Calcena

- Fiestas patronales de la Virgen del Rosario y Santa Constancia. Son las fiestas más importantes y conocidas de la Villa. En ellas se venera a la Virgen del Rosario y a Santa Constancia (Patronas del pueblo). Actualmente se celebran en el primer domingo de agosto teniendo una duración de 6 días. Antiguamente estas fiestas se celebraban el primer domingo de octubre.
- Romería de San Cristóbal que se celebra el sábado siguiente al Corpus Christi.
- Santa Úrsula, que se celebra el 21 de octubre.
- Santa Lucía, que se celebraba antiguamente el 13 de diciembre, en la actualidad, se celebra el sábado que cae en el puente de la Constitución e Inmaculada.

### Calcenada
En la localidad de Calcena comienza y termina la prueba deportiva conocida como Calcenada. Esta carrera popular está organizada por la Sección Deportiva de la Asociación Cultural de Amigos de la Villa de Calcena y el Centro de Turismo Ecuestre Campoalegre.
La Calcenada se celebra en verano, durante el mes de agosto, excepto las otras versiones cortas de la Calcenada original, que se realizan en otra época del año como su propio nombre indica; son la Calcenada de Primavera y la Calcenada de Otoño. Este evento deportivo se lleva realizando desde el año 2002, hasta la actualidad se han realizado 38 Calcenadas. El recorrido original consta de 104 km alrededor del Moncayo por el GR-260, aunque también existen otras variantes más cortas para los participantes que la hacen a pie (andando o corriendo) de 40 km y 20 km en sus versiones más cortas. 
Entre los años 2006-2016 se realizaron las llamadas Calcenada de  Otoño y Calcenada de Primavera, la de Otoño era una sola prueba a pie de 22 km y la de Primavera estaba compuesta de dos recorridos a pie el de 26 km y el otro de 16 km. La prueba se puede realizar a pie, en bicicleta BTT o a caballo, pero únicamente en su versión completa, es resto de variaciones se realiza a pie, hay quien lo hace corriendo y quien lo hace andando. El desnivel de la prueba es de 2235 m por lo que es una prueba exigente. También existen variables para bicicleta BTT una de 111 km y 2957 m de desnivel más exigente y una más corta de 67,7 km y 1621 m de desnivel. Las variaciones a pie de 26 km y 16 km tienen 1280 m y 620 m de desnivel respectivamente. 
La Calcenada además ofrece servicio de autobús, a previa consulta, desde Zaragoza y alojamiento en el albergue local. También es una prueba que durante su desarrollo promueve la convivencia entre los participantes, la relación con el entorno de la comarca del Aranda y con el Moncayo además de dar a conocer los recursos patrimoniales y sevir como ayuda para mantenerlos económicamente como revulsivo económico,publicitario y turístico.